# Де-Мойн
Де-Мойн (англ. Des Moines [dɪˈmɔɪn], от фр. Des Moines [demwan] — «город монахов») — город в США в центральной части штата Айова, у впадения реки Раккун в реку Де-Мойн. Административный центр штата Айова (с 1857) и округа Полк. 203,4 тыс. жителей (2010), с пригородами — 569,6 тыс. жителей — крупнейший город штата.

## История
В первой половине XIX века район нынешнего Де-Мойна был населён индейскими племенами сауков и фоксов, вытесненными сюда с востока штата. В мае 1843 года отрядом солдат под командованием военного инженера Джеймса Аллена у впадения Енотовой реки в реку Де-Мойн был основан форт Де-Мойн. Основными целями существования форта были как надзор за агрессивными индейскими племенами, так и пресечение продажи им алкоголя белыми торговцами (продажа индейцам алкоголя была запрещена во избежание их спаивания). В марте 1846 года племена были выселены дальше на запад, и форт был заброшен.
Удобное расположение покинутого форта привлекло поселенцев-гомстедеров, и уже в мае 1846 года вновь образованный посёлок Форт Де-Мойн стал административным центром округа Полк. В 1851 году сильнейшее наводнение затопило большую часть территории округа, нанеся городу большой ущерб. Осенью того же года на общем голосовании был принят городской устав. В 1857 году Законодательное собрание Айовы приняло решение о перемещении столицы штата из Айова-Сити в Форт Де-Мойн, одновременно сократив название города до Де-Мойн. Несмотря на столичный статус, город развивался довольно медленно вплоть до 1866 года, когда к нему подошла железная дорога. С этого времени начался период бурного роста населения и экономики города, основой для которого стали сельское хозяйство и угольные шахты в окрестностях Де-Мойна. Основные угольные месторождения были выработаны к 1908 году.
В начале XX века городскими властями был осуществлён проект «Прекрасный город», в рамках которого в Де-Мойне появилось множество красивых зданий, фонтанов и парков, вымощены дороги, создана система уличного освещения и оформлена набережная.
Сентябрь 1959 года — см. Визит Хрущёва в США.
С начала 1950-х город вступил в полосу экономического упадка и деиндустриализации, продлившуюся до 1990-х. Закрывались промышленные предприятия, приходили в запустение офисные и общественные здания в центре города, были разрушены фонтаны, которыми славился Де-Мойн в период расцвета. В центральных районах города образовались обширные чёрные гетто, рассадники преступности и антисанитарии. Белые жители переезжали в пригороды (своего максимума городское население достигло в 1960 году). 
В 1993 году сильное наводнение нанесло серьёзный ущерб городу и окрестностям, оставив без света и канализации около 250 тыс. человек.
В 1990-х город постепенно восстанавливается, появляются новые рабочие места в сфере услуг, осуществляются различные программы по оздоровлению центральных райнов. Развиваются страховой сектор и банковское дело.
Шесть раз (1949, 1977, 1982, 2003, 2010, 2017) город был награждён премией All-America City Award (с англ. — «Всеамериканский город») присуждаемой Национальной гражданской лигой, которую неофициально называют «Нобелевской премией за конструктивное гражданство» и которая выдается за активную гражданскую позицию жителей некорпоративных сообществ Соединённых Штатов в жизни местного самоуправления.

## География и климат
Де-Мойн расположен в центре Айовы, у места впадения реки Раккун в реку Де-Мойн. Территория города преимущественно равнинная, с несколькими пологими холмами.
Город лежит в зоне умеренно континентального климата, вдали от смягчающих температурные перепады водоёмов. Лето жаркое и дождливое, зима холодная.
| Показатель                    | Янв.  | Фев.  | Март | Апр.  | Май  | Июнь | Июль | Авг. | Сен. | Окт.  | Нояб. | Дек. | Год   |
| ----------------------------- | ----- | ----- | ---- | ----- | ---- | ---- | ---- | ---- | ---- | ----- | ----- | ---- | ----- |
| Абсолютный максимум, °C       | 19,4  | 25,5  | 32,7 | 33,8  | 40,5 | 39,4 | 43,3 | 43,3 | 38,3 | 35,0  | 27,7  | 20,5 | 43,3  |
| Средний суточный максимум, °C | −0,5  | 2,2   | 9,4  | 16,8  | 22,4 | 27,5 | 29,8 | 28,7 | 24,5 | 17,2  | 8,8   | 1,1  | 15,6  |
| Средняя температура, °C       | −5,2  | −2,5  | 4,0  | 10,9  | 16,8 | 22,1 | 24,6 | 23,5 | 18,6 | 11,7  | 4,0   | −3,3 | 10,4  |
| Средний суточный минимум, °C  | −9,8  | −7,3  | −1,2 | 5,0   | 11,2 | 16,6 | 19,3 | 18,2 | 12,8 | 6,1   | −0,8  | −7,7 | 5,2   |
| Абсолютный минимум, °C        | −34,4 | −32,2 | −30  | −12,7 | −3,3 | 2,7  | 8,3  | 4,4  | −3,3 | −13,8 | −23,3 | −30  | −34,4 |
| Норма осадков, мм             | 25    | 32    | 58   | 98    | 120  | 125  | 113  | 104  | 77   | 67    | 55    | 36   | 910   |
| Источник: NWS                 |       |       |      |       |      |      |      |      |      |       |       |      |       |

## Население
По данным переписи 2010 года в городе проживало 203 433 человека, имелось 81 369 домохозяйств и 47 491 семья.
Расовый состав населения:
- белые — 70,5 % (в 1980 — 87,8 %)
- латиноамериканцы — 12 %
- афроамериканцы — 10,2 %
- азиаты — 4,4 %

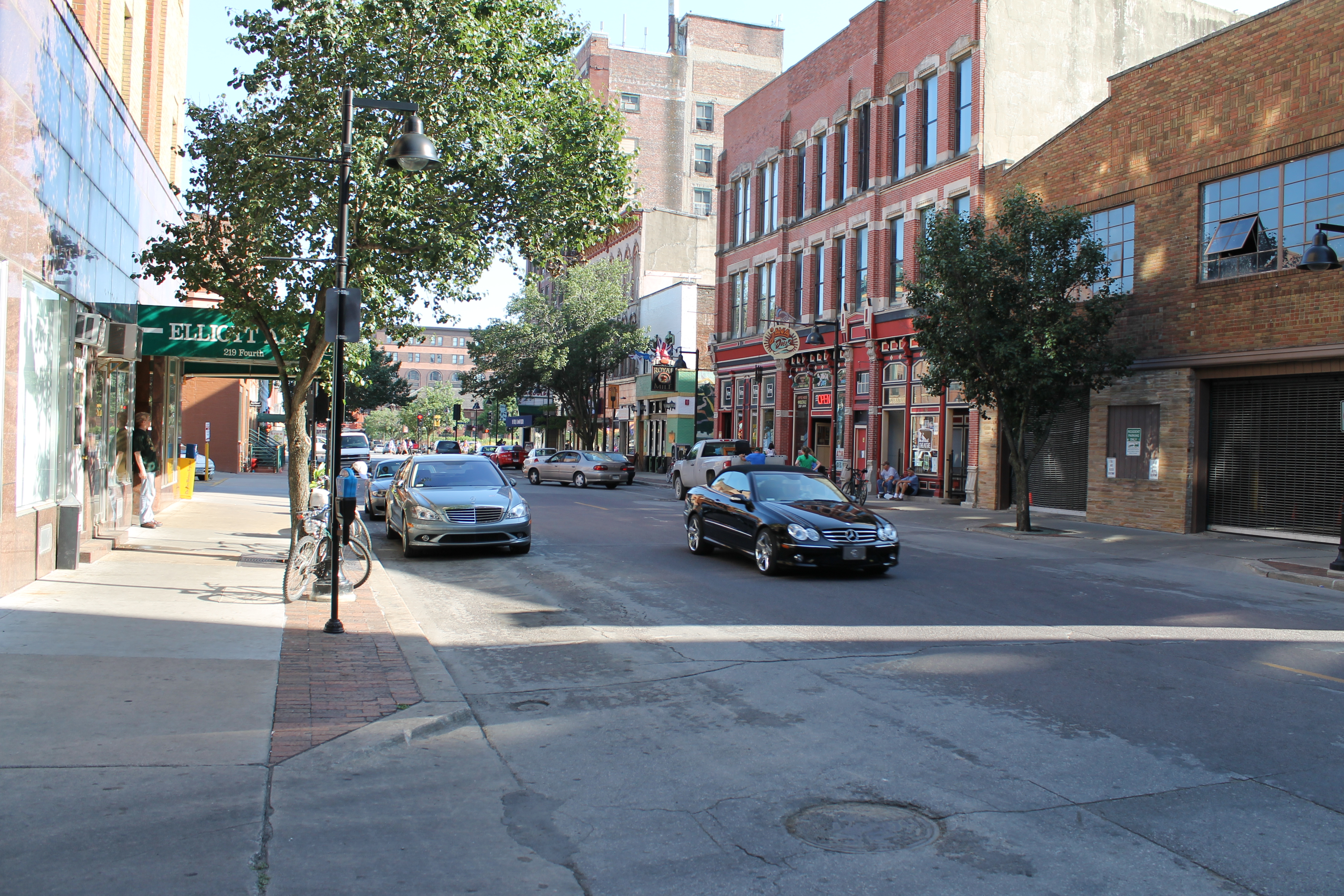
Улица в центре города

Каждый пятый горожанин — немецкого происхождения, каждый десятый — ирландского.
Среднегодовой доход на душу населения составлял 19 467 долларов США (данные 2000 года). Средний возраст горожан — 33,5 года. Уровень преступности в 1,3 раза выше среднеамериканского и почти вдвое выше среднего по Айове.

## Экономика
В отличие от большинства американских провинциальных столиц, Де-Мойн одновременно является торговым и финансовым центром Айовы, а также основным транспортным узлом штата. Будучи одним из центров т. н. «Кормового и животноводческого пояса» (кукуруза, соя, свиноводство, мясное животноводство), город обладает мощной пищевой и консервной промышленностью. Утратив свою некогда ведущую роль, остаётся значимым производство сельскохозяйственной и строительной техники. Де-Мойн является одним из центров страхового бизнеса на Среднем Западе, тут размещены штаб-квартиры компаний Principal Financial Group, EMC Insurance Group, Allied Insurance и Aviva USA.

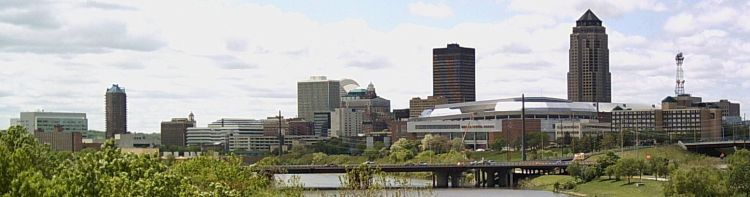
Панорама города Де-Мойн

Кроме того, Де-Мойн является площадкой для размещения производственных мощностей и центров обработки информации компаний Wells Fargo, ING Group и Electronic Data Systems.
В 2010 году город занял первое место в рейтинге журнала «Forbes» как лучший город для начала карьеры молодыми специалистами.

## Образование и культура
Университет Дрейка, Колледж остеопатической медицины и хирургии, колледж Гранд-Вью, Открытый библейский колледж.
Среди достопримечательностей — здание Капитолия штата (1871—1884), Демойнский центр искусства, Музей науки и промышленности, Исторический музей штата, «Историческая ферма» (музей сельского хозяйства под открытым небом в пригороде), малая базилика Святого Иоанна Богослова и кафедральный собор Святого Амвросия.
Самая известная рок-группа города — Slipknot. В городе были рождены большинство участников группы. Как говорили сами участники группы Slipknot, Де-Мойн — это чёрная дыра в Америке.

## Транспорт
Город обслуживается Международным аэропортом Де-Мойна (IATA: DSM, ICAO: KDSM), расположенным в 6 километрах к юго-западу от центра города. Регулярные пассажирские рейсы осуществляются во все основные аэропорты США, а также в Канкун. Пассажирооборот в 2010 году составил около 900 000 человек.
Ближайшая железнодорожная станция с пассажирским сообщением находится в городке Оцеола (Osceola) в 64 километрах к югу от Де-Мойна. Через неё следует поезд Сан-Франциско — Чикаго.

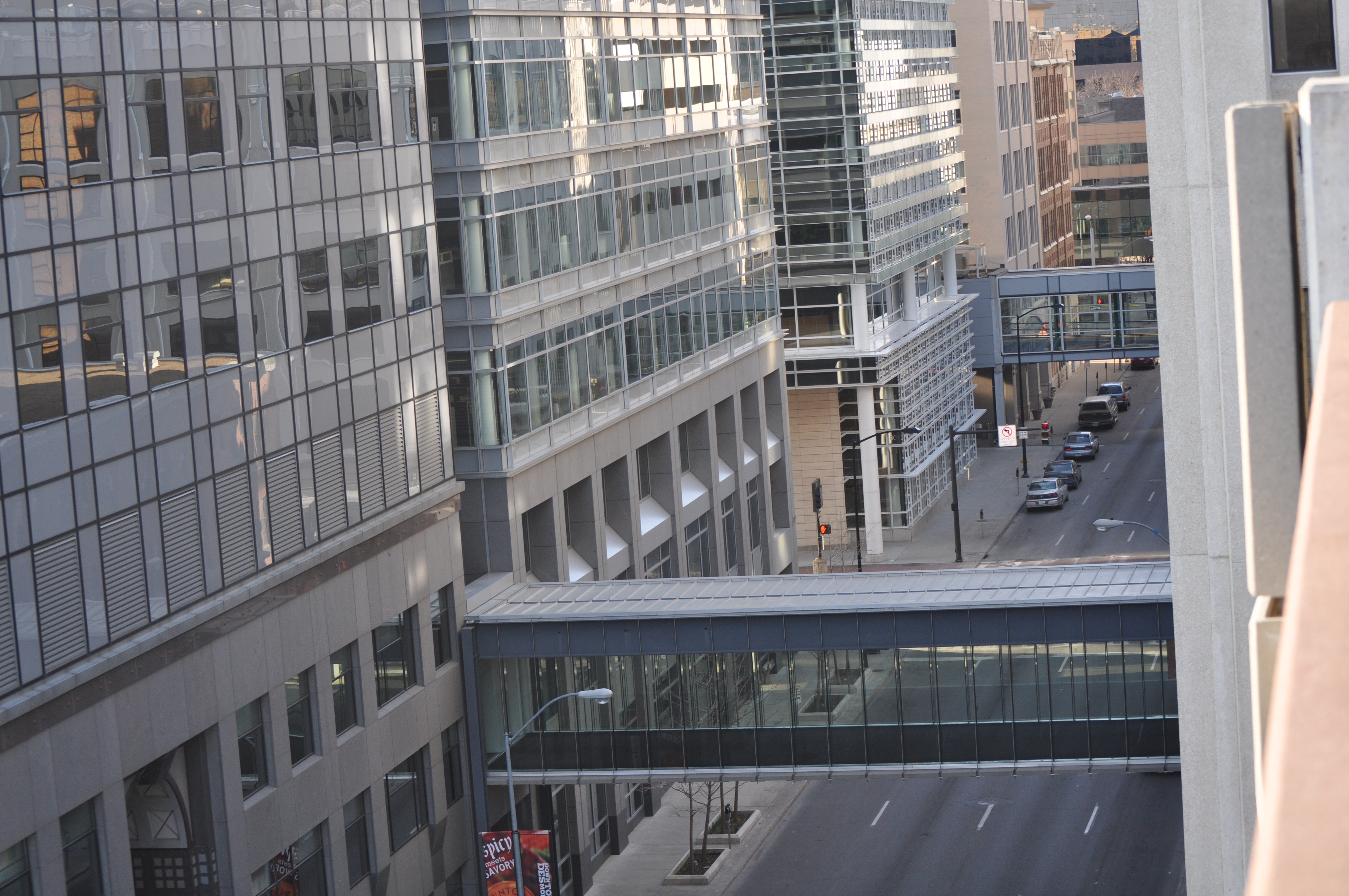
7-я улица. Видны переходы Skywalk

Через город проходят межштатные шоссе I-35 и I-80, а также скоростные дороги US 6, US 65 и US 69.
Общественный транспорт в городе и окрестностях представлен 23 автобусными маршрутами под управлением организации (Des Moines Area Regional Transit). В 2008 году городской совет утвердил план строительства 6 линий легкорельсового транспорта, но, в связи с экономическими трудностями, по состоянию на февраль 2013 года выполнение не продвинулось дальше разработки проекта и начала землеотвода.
Де-Мойн известен своей системой надземных тротуаров (The Des Moines Skywalk System) в центре города, протянувшихся более чем на 6 километров.

## Города-побратимы
- Япония: Кофу
- Мексика: Наукальпан
- Франция: Сент-Этьен
- Россия: Ставрополь
- Китай: Шицзячжуан